# Zastava P25
La Zastava P25, apodada la "Dama Oscura", es una pistola semiautomática de bolsillo y acción simple, accionada por retroceso y que dispara el cartucho .25 ACP. La P25 es fabricada por la empresa Zastava Arms de Serbia. Tiene un mecanismo de seguridad de dos etapas, que al bajar el martillo bloquea tanto el gatillo como a este. El armazón de la pistola está hecho de aleación de aluminio y el cañón está hecho de aleación de acero, mientras que las cachas están hechas de madera de nogal o polímeros. La P25 está principalmente dirigida al mercado civil como arma para defensa propia debido a su ocultabilidad, pero es menos potente en comparación a las pistolas M57, M88 y Zastava CZ 99 debido a su pequeño calibre.